# Paamiut
Paamiut (o Frederikshåb) è un piccolo centro della Groenlandia appartenente al comune di Sermersooq; si affaccia su un fiordo. Fu fondato nel 1742 e successivamente divenne prospero per il commercio di prodotti derivanti da caccia e pesca di balene; negli anni cinquanta diventò famosa per il suo merluzzo, finché il numero di esemplari calò drasticamente intorno al 1988. È poco frequentata dal turismo che interessa invece varie cittadine della Groenlandia, e appena al largo si incrociano molte megattere; è anche nota per i suoi scultori di statue di sapone.
Paamiut fu anche a capo di un comune, il comune di Paamiut. Esso fu istituito il 18 novembre 1950, e cessò di esistere il 1º gennaio 2009 dopo la riforma che rivoluzionò il sistema di suddivisione interna groenlandese; il comune di Paamiut si saldò ad altri 4 comuni a formare l'attuale comune di Sermersooq.

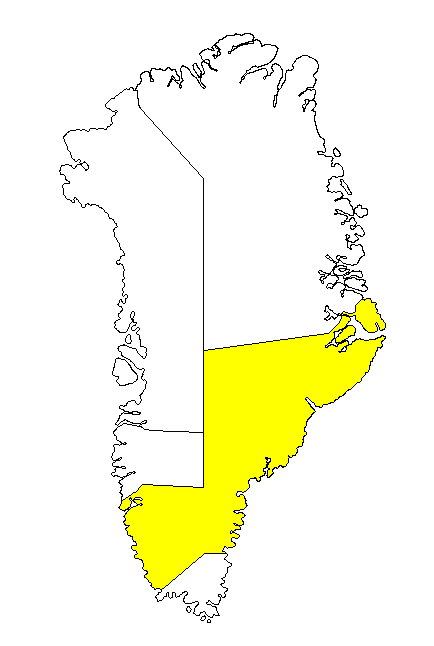
Comune di Sermersooq, dove si trova Paamiut